# Episodi de L'undicesima ora (terza stagione)
La terza stagione della serie televisiva L'undicesima ora è stata trasmessa in Canada dal 27 novembre 2004 al 26 marzo 2005 su CTV.
| nº | Titolo originale           | Titolo italiano | Prima TV USA | Prima TV Italia |
| -- | -------------------------- | --------------- | ------------ | --------------- |
| 1  | Eden                       |                 |              |                 |
| 2  | In Spite of All the Damage |                 |              |                 |
| 3  | Megan Ice Cream            |                 |              |                 |
| 4  | Bedfellas                  |                 |              |                 |
| 5  | A Virgin Walks into a Bar  |                 |              |                 |
| 6  | ZUGZWANG                   |                 |              |                 |
| 7  | Hit Delete                 |                 |              |                 |
| 8  | Kettle Black               |                 |              |                 |
| 9  | In Another Life            |                 |              |                 |
| 10 | The Miracle Worker         |                 |              |                 |
| 11 | Special Delivery           |                 |              |                 |
| 12 | Das Bootcamp               |                 |              |                 |
| 13 | Bumpy Cover                |                 |              |                 |